# الحماس (علم النفس الإيجابي)

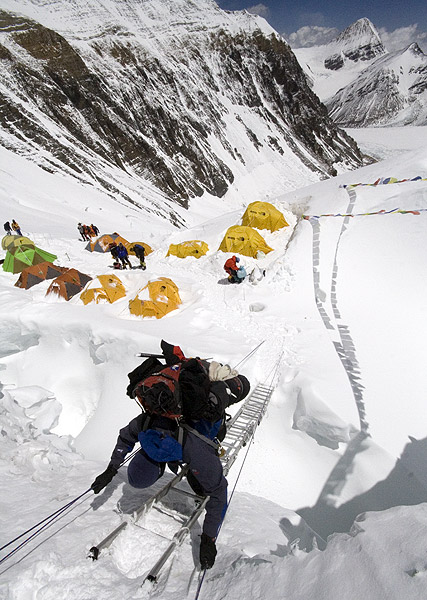
يمكن وصف المغامرين الذين يتسلقون جبل إيفرست، مثل هذا المتسلق، بأن لديهم حماسة، حيث يكون لديهم "الدافع في المواقف أو المهام الصعبة".

في علم النفس الإيجابي فإن الحماسة أو الاندفاع الحيوي (بالإنجليزية: Zest)‏ تُعد واحدة من القوى الـ 24 التي يتمتع بها الإنسان. وتُعرف الحماسة، التي بوصفها جزءاً من فضيلة الشجاعة، بأنها العيش في حياةٍ مليئة بالحماس والترقب والطاقة، والنظر إلى الحياة بوصفها مغامرة، بحيث يكون لديك "دافع في المواقف أو المهام الصعبة".
تُعد الحماسة في الأساس مفهوم يتعلق بالشجاعة، وينطوي على الشعور بها إنجاز المواقف والمهام الصعبة. وأولئك الذين يتمتعون بالحماسة يتنفسون الإثارة والطاقة أثناء الاقتراب من المهام في الحياة. وبالتالي، يتضمن مفهوم الحماسة القيام بالمهام بكل اهتمام، والشعور بالحيوية والمغامرة.
يحث هذا المفهوم على عدم التركيز على الآراء السلبية في علم النفس، بل يتبنى فكرة بأنه يجب مراقبة الأشخاص الذين "يعيشون حياة جيدة" لفهم علم النفس الإيجابي بشكل صحيح. على سبيل المثال، يعتبر الراهب البوذي موضوعًا مفضلًا للمراقبة بدلاً من طالب الجامعة. ويستمتع الأشخاص المتحمسون بالأشياء أكثر من الأشخاص الذين لا يتمتعون بالبهجة. والحماسة سمة إيجابية تعكس نهج الشخص في الحياة بترقب وطاقة وحماس وإثارة.
صاغ كلاً من كريستوفر بيترسون ومارتن سيليغمان مصطلحات لوصف قوى الإنسان، ووضعوا قائمة وصفية تتضمن ست فضائل إنسانية (الحكمة والمعرفة، الشجاعة، الإنسانية، العدالة، الاعتدال، والتفوق) تضم 24 قوة. والحماسة هي واحدة من القوى الأربع التي تتكون منها فضيلة الشجاعة، كما هو معرف في هذه القائمة.

## القياس
تقييم نقاط القوة الفعلية هو استبيان يقوم المشاركون من خلاله بتقييم قوتهم في الإجابة عن بيانات ذات صلة بالقوة حول أنفسهم على مقياس ليكرت من 1-5. وتستخدم البيانات التالية في الاستبيان لقياس حماسة الشخص: أتطلع إلى كل يوم جديد؛ لا يمكنني الانتظار للبدء بمشروع ما؛ أريد المشاركة الكاملة في الحياة، وليس مجرد مشاهدتها من الخلفية.

## النقد
كما هو الحال مع العديد من المكونات الأخرى في مجال علم النفس الإيجابي الجديد نسبيًا، فمن الصعب تحديد الحماس. فثمة مكونات أخرى مثل الحالة الاجتماعية والاقتصادية، يمكن قياسها بسهولة من خلال الدخل الإجمالي لكل أسرة، أو مكونات مثل الخوف، التي يمكن قياسها من خلال التغيرات في معدل ضربات القلب، والنشاط الجِلْدي الكَهربي، واتساع حدقة العين، لديها طرق أكثر تعريفًا وانتشارًا للقياس. ومع ذلك، فإن قياس الحماسة لا يزال في مراحل مبكرة من التطوير. كيف نقيس مستوى النشاط الخاص بشخص ما بالمقارنة مع آخر؟ كيف نحدد بالضبط مدى حماس شخص ما للحياة؟ وماذا يعني بالضبط النظر إلى الحياة بطريقة مغامرة؟ هذه بعض الأسئلة التي يجب الإجابة عليها لإجراء أبحاث فعالة حول الحماسة.
فيما يتعلق بمشكلة تعزيز الحماسة، تجرى العديد من الأبحاث حاليًا عن طريق الإبلاغ الذاتي، وهذا ينطبق على العديد من القوى الشخصية الـ 24. وتعني دراسة الإبلاغ الذاتي أنه يُطلب من المشاركين ببساطة الإبلاغ عن مشاعرهم أو أفكارهم. وهناك العديد من المشاكل المرتبطة بالبحث باستخدام الإبلاغ الذاتي، وأهمها صحة وموثوقية القياسات، حيث أنها تكون تمامًا شخصية بدلًا من كونها موضوعية. ويمكن للأشخاص أن يمثلوا أنفسهم أو يسيئوا تفسير الأسئلة التي يطرحون عليهم.
نظرًا لأن هذه البيانات ليست الأكثر اقناعاً علميًا لتأكيد الاستنتاجات العلمية، فإن البحث النفسي الإيجابي يركز كثيرًا على تطوير مقاييس أكثر موضوعية لموضوعات مثل الحماسة، من أجل المساعدة في بناء علم قوي للسلوك التنظيمي.

## العمل

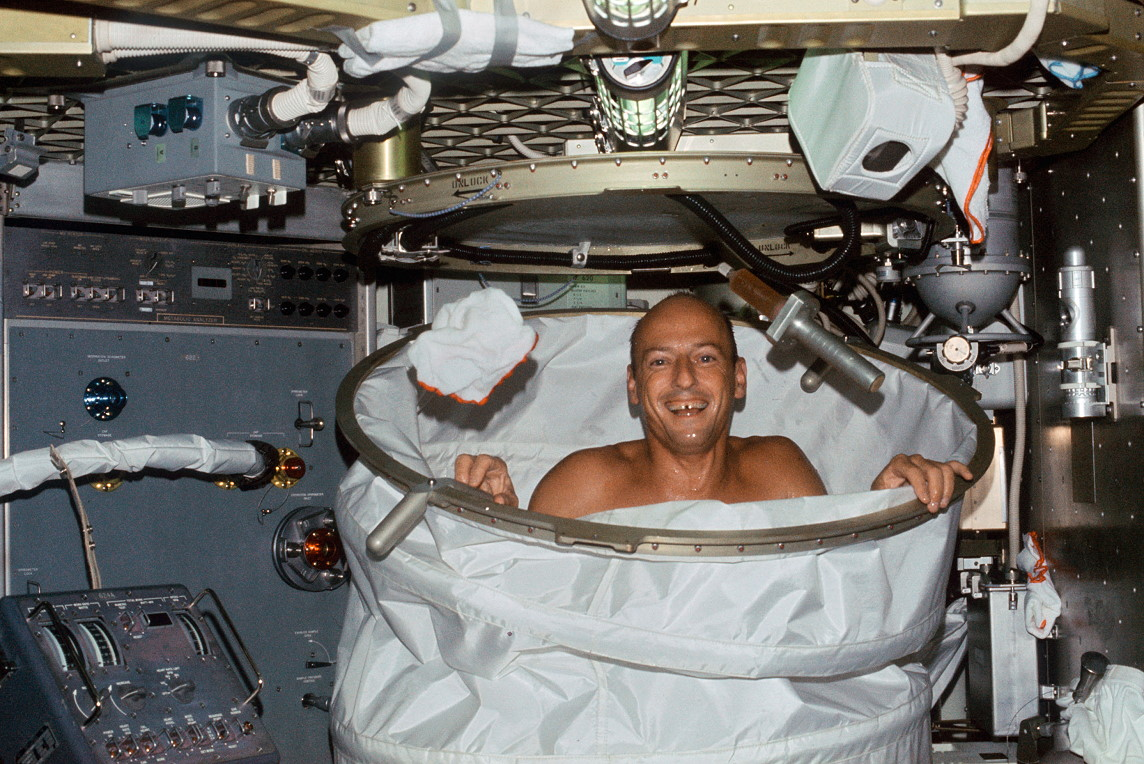
رائد فضاء ناسا تشارلز كونراد يستحم على متن محطة الفضاء سكاي لاب.

يمكن تعزيز الحماسة في مكان العمل حتى يتمكن الموظفون من النهج الإيجابي في حياتهم، مما يؤثر بشكل غير مباشر على توقعاتهم وحماسهم وطاقتهم في مكان العمل. وأظهرت دراسة حاضرة أن 9803 بالغين يعملون، قد ردوا على استبيان على موقع الإنترنت، والقياس كان الحماسة والاتجاه نحو العمل كمهنة، والرضا عن العمل والحياة بشكل عام. وأظهرت نتائج الدراسة أن العديد من الموظفين يرون أن العمل هو مهنة وسبب للرضا. ويمكن لأرباب العمل استخدام هذه المعلومات لزيادة إنتاجية موظفيهم من خلال مراعاة الحماسة. ووجدت الدراسة أيضاً أن المهنيين لديهم أعلى مستويات الحماسة، بينما كان العاملون الإداريون وربات البيوت هم الأقل حماسًا. ورأى المهنيون وربات البيوت عملهم كمهنة، في حين كان العاملون الإداريون هم الأقل عرضة لذلك. وأظهر العاملون الإداريون مستويات حماس منخفضة لأنهم في معظم الحالات يرون عملهم كمهنة وقاعدة للحصول على مكان أكثر مناسبة لنفسهم في المستقبل. تتبع نتائج هذه الدراسة الاتجاهات التي لاحظتها العديد من الدراسات الأخرى كذلك.
يُفترض أن الحماسة معدية تمامًا مثل العديد من الصفات الأخرى للشخصية. ويتصل الحماس بوضوح بالروح المعنوية الجماعية، ويمكن أن يكون موضوعًا لمناقشة دراسات جديدة من منظور تنظيمي إيجابي مع التركيز على الحماس. لقد تعلم علماء النفس عن طريقتين رئيسيتين لتعزيز الحماس بين العمال: اللياقة البدنية والصحة تحدد نغمة الحماس ويمكن أن تستمر من خلال الأمل والتفاؤل. ومعرفة الاكتئاب الذي هو عدو قوي للحماس، وله تأثير هائل على الإنتاجية والصحة البدنية، وقد يقود منع الاكتئاب أو الحد منه بين العمال إلى فائدة إضافية تتمثل في زيادة إحساسهم بأن العمل نداء.
الحماس مرتبط أيضًا بالرفاهية النفسية، وهو أمر حاسم في مؤسسات العمل. على سبيل المثال، تتنبأ الرفاهية النفسية بتحسين الأداء الوظيفي وتقليل غياب الموظفين وتقليل معدلات الاستقالة. وهذه كلها فوائد يمكن استكشافها بشكل أكثر نقدًا لإجراء تغييرات في مكان العمل.
يُرجح بشدة أن زيادة الحماس ستزيد من القدرة على السعادة المستمرة. فقد أظهرت نتائج دراسة عام 2009 على 228 مدرسًا في هونغ كونغ أن الحماس كان يرتبط في كثير من الأحيان بالعواطف الإيجابية، وكذلك زيادة مستويات الرضا عن الحياة لدى المعلمين. ويُقترح أن زرع الحماس في معلمي المدارس يمكن أن يساعد في مكافحة إحساس المعلمين بالإرهاق والاحتراق النفسي المهني. بشكل عام، يُقال أن الحماس هو واحد من صفات الشخصية التي تتزامن مع السلوكيات العملية الصحية مثل الطموح والإبداع والمثابرة والقيادة، ممّا يدل على أن التدخلات القائمة على القوة والتي تزرع الحماس يمكن أن تساعد في تحسين بيئات العمل. يُقترح أيضًا أنه يجب زراعة الحماس في مكان العمل من أجل زيادة الرضا عن العمل وكذلك الرضا العام عن الحياة. قد تؤدي زراعة الحماس أيضًا إلى تقليل الإرهاق في مكان العمل، وهو فقدان الإنتاجية والحماس للعمل.

## تطوير إيجابية الشباب
الحماس، جنبًا إلى جنب مع الامتنان والأمل والفضول والحب، هي جوانب مهمة من النفسية الإيجابية ومفتاح لتطوير الشخصية الإيجابية. والترويج الكافي لهذه الصفات ليس فقط في الحياة العائلية ولكن أيضًا في المدارس والبيئات التعليمية الأخرى مهم لتطوير الشباب الإيجابي. وعلاوة على ذلك، من خلال تعزيز صفات الشخصية مثل الحماس، يميل الأطفال إلى تجربة مشاكل نفسية أقل مثل الاكتئاب واضطرابات القلق. في الواقع، تشير الأبحاث إلى أن الحماس، جنبًا إلى جنب مع الأمل والقيادة، يرتبط بمشاكل أقل في القلق والاكتئاب. وهذا يشير إلى أن زراعة الحماس يمكن أن تعمل كحاجز ضد الأمراض النفسية.
الشباب الذين يتمتعون بمستويات عالية من الحماس يميلون أيضًا إلى التفوق أكاديميًا ويعيشون حياة أكثر سعادة وإشراقًا. ويجب وضع مزيد من التركيز على صفات التنمية الإيجابية مثل الحماس والامتنان والأمل والفضول والحب في بيئات التعليم والحياة بشكل عام لكي يتم تطوير الشباب بنجاح وبشكل إيجابي.

## الرضا عن الحياة والحماس
وُجد أن الحماس مرتبط بمستويات أعلى من الرضا عن الحياة بين البالغين وكذلك الشباب. تشير الدراسات إلى أن بعض نقاط القوة في الشخصية، بما في ذلك الحماس والفضول والامتنان والأمل والفكاهة ترتبط ارتباطًا وثيقًا بالرضا عن الحياة، بينما تُظهر نقاط القوة الأخرى ارتباطًا منخفضًا بالرضا عن الحياة (تقدير الجمال والتميز والإبداع واللطف وحب التعلم) ويُقترح أن الحماس يرتبط بارتفاع مستوى الرضا عن الحياة لأنه يرتبط بالعيش في "هنا والآن"، والذي يرتبط أيضًا بالرضا عن الحياة. علاوة على ذلك، من الصعب تخيل أشخاص متحمسين غالبًا ما يكونون غير سعداء.

## الخصائص السكانية
وُجد أن بعض قوى الشخصية، بما في ذلك الحماس، أنها أكثر شيوعًا بين الشباب من بين البالغين. ويعكس ذلك على الأرجح تأثير نضج الاجتماعي والإدراكي وبعض الاحتياجات خلال فترات التطور المختلفة. وفي دراسة أخرى أكدت فكرة أن الحماس هي واحدة من تقييم نقاط القوة الفعلية الذي يرتبط بشكل قوي بالرضا عن الحياة، واكتشف اتجاه آخر في الحماس، وأشارت هذه الدراسة إلى وجود فروقات طفيفة بين الجنسين في مستويات الحماس، حيث كان الرضا عن الحياة متنبأً بالحماس والامتنان والأمل وتقدير الجمال والحب لدى النساء، بينما كان الرضا عن الحياة متنبأً بالإبداع والنظرة الشاملة والعدالة والفكاهة لدى الرجال. وتتماشى هذه النتائج مع الصور النمطية للجنسين وتشير إلى أن الرضا عن الحياة يأتي عندما يعيش المرء وفقًا لنقاط القوة التي تحظى بتقدير خاص في ثقافة الشخص. 

## الحماس والحالة العقلية
ثمة دليل على مقياس تقييم نقاط القوة الفعلية للشباب  وهو أن الحماس يرتبط بمستويات أعلى من العصابية أيضًا. فقد وُجدت مستويات من الحماس مرتبطة بالنمو اللاحق للصدمة، مما يعني أن مستويات الحماس تزداد مع كل حدث صادم. يشير هذا إلى أن الأشخاص قد يكونون أكثر مرونة من نظريات موجودة، نظرًا للعلاقة بين الأحداث الصادمة والزيادات في قوة الشخصية مثل الحماس

## التطبيق
هناك عدة طرق عمل لمساعدة الأفراد على تعزيز الحماس:
أحد الأساليب لتنمية الحماس هو العمل "كأنه" وهي تعبير يشير إلى العيش بحياة "قائمة على الإيمان بدلاً من الحياة المستندة إلى الأدلة والبراهين. وهذا يعني الاعتقاد بأشياء لا توجد لها الكثير من الأدلة أو البراهين. بالإضافة إلى ذلك، قد يساعد اعتماد لغة الجسد القوية، و"التظاهر حتى تصبح" وهو التصرف كما لو أن الشخص يمتلك حماسًا متزايدًا للحياة (أكثر حماسًا) حتى يصبح هذا الحماس المتزايد حقيقة (وبالتالي، زيادة في الحماس هي حقيقة).
أظهرت دراسة أخرى عام 2012 أن المجموعات التي تدربت على قوى الشخصية (عملت على تنمية هذه القوى) والتي ترتبط بشكل كبير بالرضا عن الحياة (بما في ذلك الحماس)، حققت تحسينات كبيرة في الرضا عن الحياة وفقًا للتقارير الذاتية بعد الاختبار (بعد تدريب تلك القوى). يمكن أن يكون الحماس سمة مهمة لتنمية الرضا عن الحياة، وبالتالي يعمل كوسيلة محتملة للوقاية من الأمراض النفسية.

## مقالات ذات صلة
- تقييم نقاط القوة الفعلية
- تركيز (علم النفس)
- علم النفس الإيجابي
- إنتاجية